# Therese Rothauser

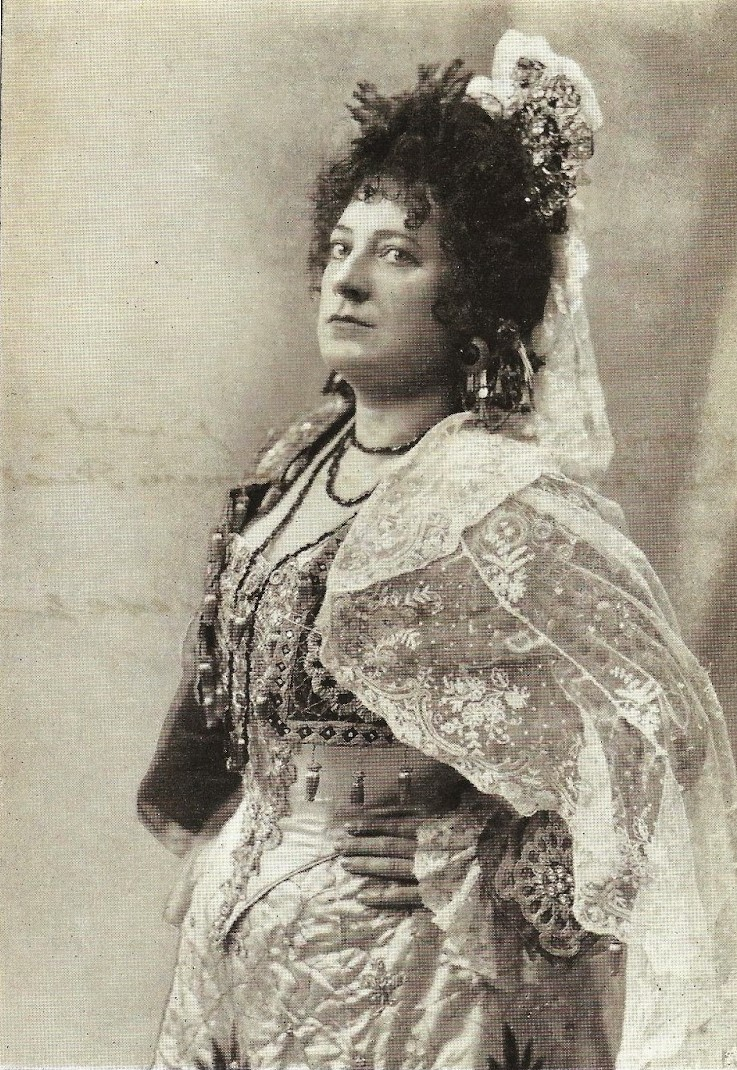
Therese Rothauser als Carmen (1908)

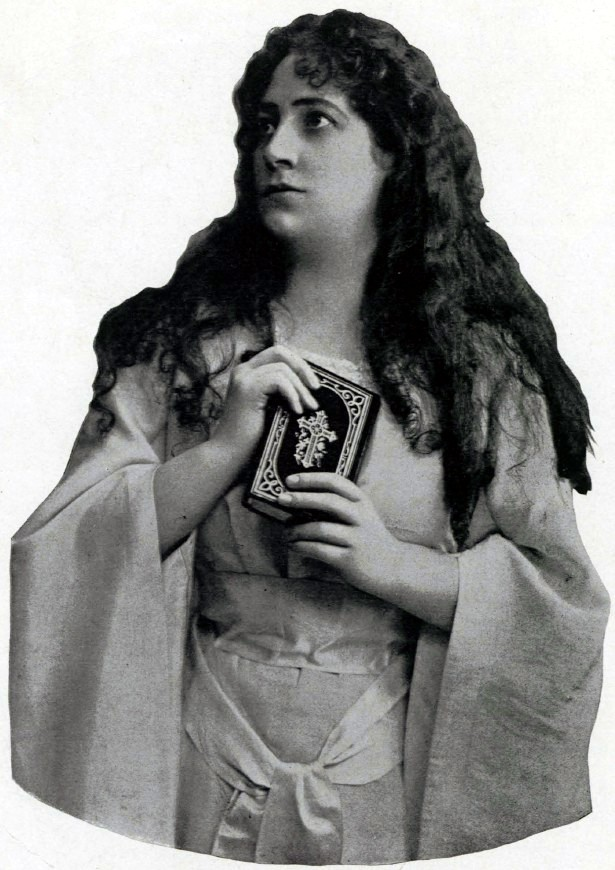
Therese Rothauser als Mignon (1904)

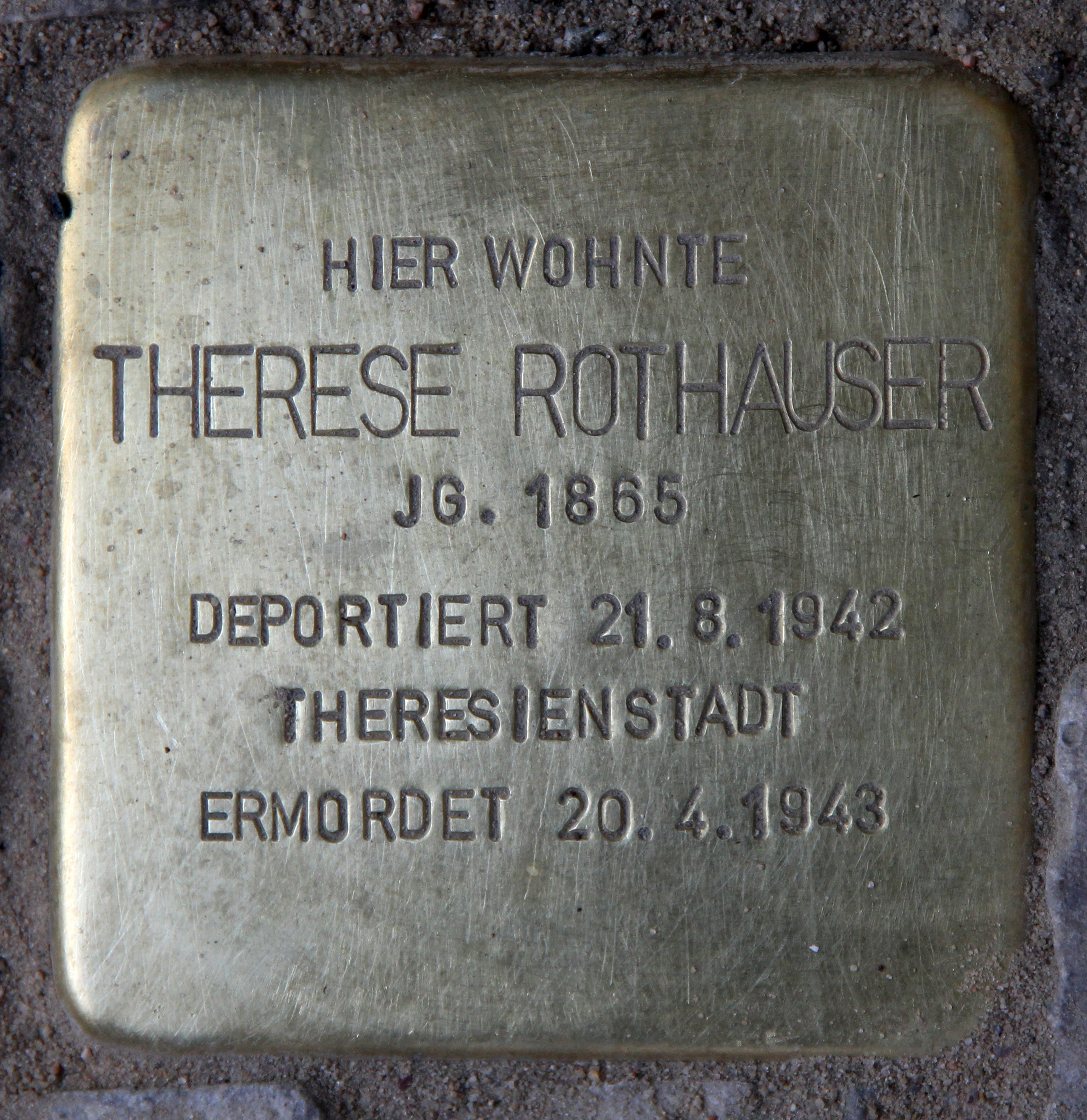
Stolperstein, Konstanzer Straße 11, in Berlin-Wilmersdorf

Therese Rothauser (* 10. Juni 1865 in Pest, Kaisertum Österreich; † 20. April 1943 im Ghetto Theresienstadt) war eine deutsche Opernsängerin (Alt) und Gesangspädagogin.

## Leben
Die Kaufmannstochter und Schwester des Schauspielers Eduard Rothauser erhielt eine Gesangsausbildung durch Emmerich Bellovicz in Budapest und durch Gustav Schmidt in Berlin. Anfangs war sie Konzertsängerin, die besonders Oratorien und Lieder von Gustav Mahler vortrug.
1887 wurde sie an das Opernhaus Leipzig verpflichtet. Dort gab sie ihr Debüt als Winzerin in der Oper Die Loreley von Max Bruch.
1889 kam sie zur Berliner Hofoper, der sie bis 1914 angehörte. Sie wirkte hier in den Uraufführungen von Felix Weingartners Genesius (15. November 1892), Wilhelm Kienzls Don Quixote (18. November 1898), Fernand Le Bornes Mudarra (18. April 1899), Eugen d’Alberts Kain (17. Februar 1900) und Arthur Nevins Poia (23. April 1910) mit.
Bei deutschen Erstaufführungen übernahm sie die Titelrolle in Bizets Djamileh (1892) sowie die Rollen der Suzuki in Puccinis Madame Butterfly (1907) und der Annina in der Berliner Premiere von Der Rosenkavalier (1911).
Weitere Berliner Premieren mit ihr waren unter anderem Othello (1890 als Emilia), Cavalleria rusticana (1891 als Lola), Falstaff (1894 als Meg Page), Hänsel und Gretel (1894 als Hänsel) und Die Fledermaus (1899 als Orlowsky). Besonders geschätzt war Therese Rothauser als Mozart-Interpretin (Cherubino, Donna Elvira, Dorabella), aber auch als Titelfigur in Carmen oder Amneris in Aida. Nach einer Carmen-Aufführung 1890 ließ ihr Kaiser Wilhelm II. eine kostbare Saphirbrosche überreichen.
Gastauftritte führten sie an die Hofoper Dresden (1897–1903), an das Opernhaus Leipzig (um 1900), an das Hoftheater Weimar (1906) und an die Hofoper Budapest (1905). Nach dem Ende ihrer aktiven Zeit als Sängerin war sie in Berlin als Gesangspädagogin tätig. Von der Berliner Oper erhielt sie nur eine geringe Rente, die für einen Lebensunterhalt nicht ausreichte und die ihr später aus antisemitischen Gründen nochmals gekürzt wurde.
Mit Transport I/49 wurde sie, zusammen mit ihrer Schwester Katalin Rothauser, im Alter von 78 Jahren am 21. August 1942 in das Ghetto Theresienstadt deportiert, wo sie und ihre Schwester umkamen. Ihre Schwester war unter dem Namen Gisela Rehorst ebenfalls als Sängerin bekannt. Ihr Bruder Eduard Rothauser konnte rechtzeitig nach Spanien emigrieren. Das gesamte Vermögen Therese Rothausers wurde vom Deutschen Reich eingezogen, ihr Hab und Gut wurde an Händlerfirmen verkauft.
Im Dezember 1941 hatte Therese Rothauser versucht, die Deportation abzuwenden, indem sie einen Brief an Hermann Göring schrieb, der jedoch nicht beantwortet wurde:

„‚Die Kunst baut goldene Brücken.‘ Dieses tief in meiner verwurzelte Gefühl gibt mir Mut, an die großmütige Menschenliebe Ew. Excellenz zu appellieren. 27 Jahre hindurch, als Mitglied der Berliner Königlichen Hofoper, weihte ich mein Leben der Kunst, diente ihr an hervorragendem Platz mit ganzer Hingabe […] Nun droht meiner 77 ½ jährigen Schwester und mir, selber 76 ½ Jahre alt, das Schicksal unserer jüdischen Glaubensgenossen, nämlich das von uns, den gebürtigen Ungarinnen, aus freien Stücken gewählte zweite Vaterland verlassen zu müssen […], vorausgesetzt, daß nicht in letzter Stunde, mit Rücksicht auf unser Lebensalter, das Unheil von uns abgewendet wird. Darf ich Eure Ew. Excellenz bitten, erforderliche Schritte veranlassen zu wollen!“

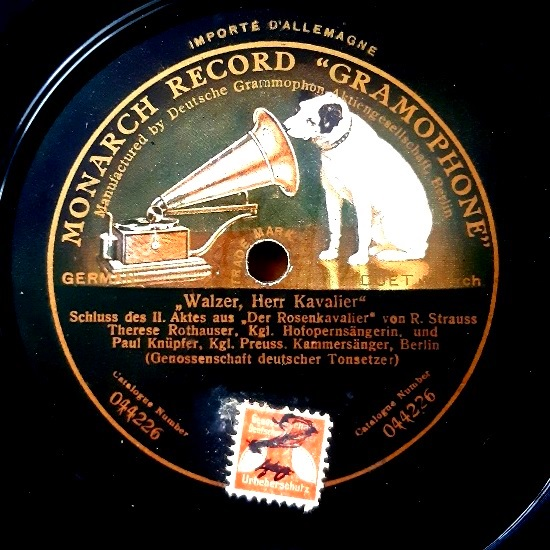
Schallplatte mit Aufnahmen von Therese Rothauser (Berlin 1912)

## Tonträger
Schallplatten mit Aufnahmen von Therese Rothauser entstanden für Columbia (Berlin 1904–05), eine Szene aus dem Rosenkavalier mit Paul Knüpfer für Gramophone (Berlin 1912). Die Stimme ihrer Schwester Gizella ist auf Platten der Marke Polyphon dokumentiert (Budapest ca. 1909).
Eine Aufnahme von Therese Rothauser auf Schellackplatte von 1905 kann in der Mediathek der Sächsischen Landesbibliothek (SLUB) online angehört werden, sie singt die „Habanera“ aus Carmen von Bizet.

## Gedenken
Am 12. November 2013 wurde vor ihrem ehemaligen Wohnort, Berlin-Wilmersdorf, Konstanzer Straße 11, ein Stolperstein verlegt. Von hier aus wurden Therese Rothauser und ihre Schwester im August 1942 verhaftet und in das Sammellager Große Hamburger Straße 26 gebracht, von wo aus sie nach Theresienstadt deportiert wurden. Mit in der Wohnung Konstanzer Straße 11 wohnten im August 1942 noch fünf weitere alleinstehende jüdische Frauen, die ebenfalls in Konzentrationslagern ermordet wurden.